# Sonata Arctica
Соната арктика (енгл. Sonata Arctica) је фински пауер метал бенд из Кемија. Основан је као хард рок бенд под називом Tricky Beans, који су касније променили у Tricky Means и коначно у Соната арктика, када су прешли на пауер метал. Они често у своје песме укључују и елементе симфонијског метала, а њихови каснији радови садрже неколико елемената типичних за прогресивни метал, такође. Тренутни састав чине Тони Како, певач, Елијас Вилјанен, гитариста, Паси Каупинен бас гитариста, Хенрик Клингенберг, клавијатуриста и кејтариста (инструмент који је комбинација клавијатуре и гитаре) и бубњар Томи Портимо. Сви музичари у историји бенда су певали пратећи вокал, са изузетком Портима.
До данас су објавили укупно осам албума (три за Spinefarm Records и пет за Nuclear Blast), а њихов последњи је Pariah's Child, издат 28. марта 2014.

## Биографија

### Оснивање и почеци (1996–1999)
Бенд су основали Марко Пасикоски (гитара), Јани Лиматаинен (гитара) и Томи Портимо (бубњеви) у Кемију крајем 1995. Тони Како (вокал) и Пенти Пеаура (бас) су се прикључили бенду почетком 1996. Почетно име бенда је било Tricky Beans, и изводили су хард рок, радије него пауер метал на коме су касније изградили славу. Како је објаснио да када су га позвали у бенд, Пасикокси му је објаснио да ће бенд свирати „мешавину Мегадетa и Спин Доктора“. На почетку каријере они су снимили три демоа који никада нису објављена Friend 'till the End, Agre Pamppers and PeaceMaker. По Тонију, првобитно име бенда је било засновано на једној њиховој ранијој песми, која је била „о старици која је била лукава и ја стварно не знам о чему сам причао (смех)“. Њихов први наступ се ближио, а били су безимени, па су морали нешто да смисле.
Бенд је променио име у Tricky Means 1997. и од тада, па до 1999. почињу да раде на свом стилу и који је на крају драстично промењен, у коме се истиче снажан утицај клавијатура и ослањање на ритам који се издвајао узпомоћ баса и гитаре. Певач Тони Како је развио чист стил певања који се ослањао на фалцато и на тенор. Како је изјавио да је на промену звука утицао Фински пауер метал бенд Стратоваријус. У то време је бенд напустио други гитариста Марко Пасикоски, а Пенти Пеура је био избачен. Бенд је након тога добио и своје име Соната Артика, зато што су мислили да не би могли да продају метал албуме са таквим именом, а и прва продукцијска компанија им је то тражила. "Sonata Arctica" је предложио један од пријатеља, "соната" због музике, а "артика" због постојбине (Кеми, северна Финска).
1997. су снимили демо под називом FullMoon у Tico Tico Studios у Кемију, који је био њихов први прави метал снимак. Састав су чинили певач и клавијатуриста Тони Како, гитариста Јани Лиматаинен, нови басиста Јане Кивилахти (који је почео као други гитариста) и бубњар Томи Портимо. Демо је послато један пријатељ у Spinefarm Records и ускоро су потписали уговор о снимању свог првог албума.

### (1999–2000)
Први сингл Сонате Артике, UnOpened, изашао је 1997 у Финској. Ускоро након тога уследио је договор са издавачком кућама широм света, са чиме је почела дистрибуција њиховог деби албума. Деби албум, под именом Ecliptica, изашао је у новембру 1999. и пуштен је у продају широм света. Тони Како се фокусирао на певање па је бенд кренуо у потрагу за новим клавијатуристом. Мико Харкин је постала нови члан бенда и попунила место клавијатуристе. Албум је достигао комерцијални успех, посебно у Јапану, где је продат у преко 300000 копија.
Почетком 2000. Соната Артика је била одабрана да подржи, тада већ чувени пауер метал бенд, Стратовариус на њиховој турнеји по Еврпои. Марко Пасикоски се вратио у бенд да би свирао бас након што је Јане Кивилахти напустио бенд, одмах после турнеје. По Каковим речима, Јане је отишао зато што је мислио да не иду нигде, а Пасикоски је био њихов први избор као нови први басиста, јер је напустио бенд пре него што је бенд добио први уговар за албум.

### (2001–2002)
Од касних 2000. до касне 2001., бенд је радио на припреми њиховог новог албума - Silence - који је изашао у јуну 2001. Након тога је уследила турнеја, која је садржала концерте широм Европе (заједно са Гама Реј) и у Јапану. 2002. је Соната имала први концерт на територији Америке, и то са концертима у Бразилу и Чилеу. Албум уживо, под називом Songs of Silence изашао је исте године, који је садржао наступе са турнеје у Јапану. Крајем 2002., бенд је напустила Мико Харкин, због личних разлога.
Silence је постигао комерцијални успех, продавши 15000 копија, чиме је зарадио златну плочу у Финској.

### (2003)
Трећи албум - Winterheart's Guild - снимљен је уз помоћ искусног клавијатуристе Јенс Џонсона из Стратоваријуса који је снимио солое на клавијатурама, док је Како бринуо о основним стварима. Албум је објављен 2003. године.

## Чланови
| Тренутна постава - Томи Портимо – бубњеви (1995−данас) - Тони Како – певач - Хенрик Клингенберг – клавијатуре, кејтара, пратећи вокал (2002−данас) - Елијас Вилјанен – гитара, пратећи вокал (2007−данас) - Паси Каупинен - бас-гитара (2013–данас) Бивши чланови - Марко Пасикоски – гитара (1995-1997), бас-гитара (2000-2013), пратећи вокал (1995-1997, 2000-2013) - Јани Лиматаинен – гитара, пратећи вокал (1995-2007) - Пенти Пеаура – бас-гитара, пратећи вокал (1995-1998) - Јанне Кивилахти – бас-гитара, пратећи вокал (1998-2000) - Мико Херкин – клавијатуре, пратећи вокал (2000-2002) | Гостујући музичари - Ник Ван-Екман − наратор (2001, 2004) - Тимо Котипелто − вокал (2001, 2012) - Јенс Јохансон − солои на клавијатури (2003) - Петер Енгберг − акустична гитара, бузуки, виола каипира, бенџо, харфа, кавакуињо, омникхорд (2007, 2012) - Јохана Куркела − вокал (2009) - Пека Кусисто - виолина (2012) - Лаури Валконен - контрабас (2012) |

Временска линија

## Дискографија

### Студијски албуми
| Year                                                                                 | Детаљи о албуму | Позиција на листама | Позиција на листама | Позиција на листама | Позиција на листама | Позиција на листама | Позиција на листама | Позиција на листама | Позиција на листама | Продаја у Финској и сертификати |  |
| Year                                                                                 | Детаљи о албуму | ФИН                 | AУС                 | ФРА                 | НЕМ                 | JПН                 | NLD                 | ШВЕ                 | ШВА                 | Продаја у Финској и сертификати |  |
| ------------------------------------------------------------------------------------ | --- | ------------------- | ------------------- | ------------------- | ------------------- | ------------------- | ------------------- | ------------------- | ------------------- | ------------------------------- |  |
| 1999                                                                                 | Ecliptica - Датум изласка: 22. новембар 1999. - Ознака: Spinefarm (SPI 91 CD) - Формат: CD, Аудио-касета, LP                                       | 18                  | —                   | —                   | —                   | 57                  | —                   | —                   | —                   | Златна (+31,000)                |  |
| 2001                                                                                 | Silence - Датум изласка: 21. јун 2001. - Издавач: Spinefarm (SPI 111 CD) - Формат: CD, Аудио-касета, LP                                            | 3                   | —                   | —                   | —                   | 16                  | —                   | —                   | —                   | Златна (+27,000)                |  |
| 2003                                                                                 | Winterheart's Guild - Датум изласка: 21. фебруар 2003. - Издавач: Spinefarm (SPI 172 CD) - Формат: CD                                              | 3                   | —                   | 63                  | 88                  | 18                  | —                   | —                   | —                   | Златна (+24,000)                |  |
| 2004                                                                                 | Reckoning Night - Датум изласка: 22. септембар 2004. - Издавач: Nuclear Blast (NB 1315-2) - Формат: CD, LP, дигитални                              | 2                   | —                   | 132                 | 77                  | 14                  | —                   | 57                  | 85                  | Златна (+19,000)                |  |
| 2007                                                                                 | Unia - Датум изласка: 25. мај 2007. - Издавач: Nuclear Blast (NB 1854-2) - Формат: CD, LP, дигитални                                               | 1                   | 62                  | 101                 | 35                  | 23                  | —                   | 27                  | 40                  | Златна (+24,000)                |  |
| 2009                                                                                 | The Days of Grays - Датум изласка: 16. септембар 2009. - Издавач: Nuclear Blast (NB 2379-2) - Формат: CD, LP, дигитални                            | 2                   | 52                  | 41                  | 24                  | 40                  | 50                  | 31                  | 26                  | Златна (+17,000)                |  |
| 2012                                                                                 | Stones Grow Her Name - Датум изласка: 18. мај 2012. - Издавач: Nuclear Blast (NB 2861-2) - Формат: CD, LP, дигитални                               | 1                   | 29                  | 54                  | 24                  | 44                  | 72                  | 37                  | 21                  | Златна (+12,000)                |  |
| 2014                                                                                 | Pariah's Child - Датум изласка: 28. март 2014. - Издавач: Nuclear Blast (NB 3216-2) - Формат: CD, LP, дигитални                                    | 1                   | 30                  | 74                  | 31                  | 70                  | 52                  | 50                  | 13                  |                                 |  |
| 2014                                                                                 | Ecliptica: Revisited; 15th Anniversary Edition - Датум изласка: 24. октобар 2014. - Издавач: Nuclear Blast (NB 3394-0) - Формат: CD, LP, дигитални | 20                  | —                   | —                   | —                   | 103                 | —                   | —                   | —                   |                                 |  |
| 2016                                                                                 | The Ninth Hour - Датум изласка: 7. октобар 2016. - Издавач: Nuclear Blast - Формат: CD, LP, дигитални                                              | 2                   | 43                  | 96                  | 22                  | 55                  | 163                 | 60                  | 18                  |                                 |  |
| 2019                                                                                 | Talviyö - Датум изласка: 6. септембар 2019. - Издавач: Nuclear Blast - Формат: CD, LP, дигитални                                                   | 2                   | —                   | 133                 | 26                  | —                   | —                   | —                   | 22                  |                                 |  |
| 2024                                                                                 | Clear Cold Beyond |                     |                     |                     |                     |                     |                     |                     |                     |                                 |  |
| "—" означава издања која се нису нашла на листи или нису била у продају у тој земљи. | |                     |                     |                     |                     |                     |                     |                     |                     |                                 |  |